# Frigiliana
Frigiliana è un comune spagnolo di 2 213 abitanti situato nella comunità autonoma dell'Andalusia.